# Aminoglykosider
Aminoglykosider är en typ av antibiotikum som hämmar bakteriers proteinsyntes vilket leder till snabb bakteriedöd. Biverkningar i form av påverkan på njurar, hörsel och balanssinne förekommer. Viktiga preparat är streptomycin, neomycin, amikacin, gentamicin, netilmicin och tobramycin.
Aminoglykosider används för att behandla flertalet infektioner. Gentamicin och tobramycin kan användas för att behandla meningit, sepsis och pneumoni; amikacin är vanligt vid behandling av infektioner som är resistenta mot andra typer av aminoglykosider och neomycin används för att behandla infektioner av huden vid sår eller brännskador. Streptomycin används främst i kombination med andra preparat, som exempel kan nämnas tetracykliner vid behandling av pest, tularemi och brucellosis. Gentamicin har i stort sett ersatt streptomycin vid behandlingen av bakteriell endokardit vars behandling involverar penicillin. 
Aminoglykosidresistenta organismer har minskat användningen av detta antibiotikum vid behandling av vissa typer av infektioner. Till exempel, streptomycin användes vid behandling av tuberkulos, men streptomycinresistenta tuberkulosbakterier ledde till att detta antibiotikum blev utbytt mot andra typer av antibiotika.